# Urodziny Stanleya
Urodziny Stanleya (oryg. The Birthday Party) - dramat autorstwa noblisty Harolda Pintera, napisany w 1957 roku. Zaliczany jest do nurtu teatru absurdu oraz komedii zagrożeń.

## Przedstawienia
Ogólnoświatowa prapremiera sztuki odbyła się w Arts Theatre w Cambridge 28 kwietnia 1958 w reżyserii Michaela Codrona i Davida Halla. Polska premiera miała miejsce 17 grudnia 1966 w Teatrze Polskim w Warszawie. Spektakl ten reżyserował Jerzy Kreczmar. W 2005 "Urodziny Stanleya" realizował Ryszard Kotys w Teatrze Nowym w Łodzi. Oprócz tego dramat wystawiany był także w Amsterdamie, Belgradzie, Kopenhadze, Brukseli, oraz wielu innych stolicach Europy.

## Osoby dramatu
- Stanley Weber - mężczyzna w średnim wieku. Cechuje go lenistwo. Mieszka w nadmorskim pensjonacie u państwa Boles. Niegdyś dorabiał sobie, grywając na fortepianie na rautach i balach. Wykorzystuje wielkoduszność właścicieli pensjonatu, ale nie jest im za to wdzięczny.
- Meg Boles - kobieta pod sześćdziesiątkę. Wraz z mężem, Peterem prowadzi pensjonat, który nie cieszy się dużą popularnością wśród turystów. Jest pobłażliwa w stosunku do Stanleya. Meg czasami traktuje go jak syna. Niekiedy jednak się do niego zaleca.
- Peter Boles - mężczyzna pod sześćdziesiątkę. Właściciel pensjonatu.
- Lulu - dziewczyna lat około dwudziestu paru. Przyjaciółka Boles'ów.
- Nathan Goldberg - mężczyzna pod pięćdziesiątkę. Wraz ze swoim podwładnym McCannem przybywa do miasteczka i wynajmuje pokój w pensjonacie państwa Boles. Jest Żydem pracującym dla nieznanej firmy, która wysłała go z misją. W oryginale używa słów zaczerpniętych z języka jidysz
- McCann - mężczyzna około trzydziestki. Niedoszły ksiądz katolicki. Jest Irlandczykiem. Pracuje razem z Goldbergiem. Zależy mu na awansie w pracy, dlatego jest bezwzględnie posłuszny rozkazom starszego kolegi. Nie jest do końca pewne jakie nosi imię. Goldberg mówi na niego Seamus, natomiast Peter nazywa go Dermot.

## Zarys fabuły
Do nudnego miasteczka nadmorskiego w Anglii przybywają dwaj mężczyźni - Goldberg i McCann. Wynajmują jeden z pokoi, mieszczących się w domu państwa Boles i oznajmiają im, że przyjechali w celach rekreacyjnych. W rzeczywistości celem ich wizyty jest uprowadzenie jednego z gości pensjonatu - Stanleya. Podczas nieobecności Boles'ów dokonują przesłuchania swojej ofiary. Przed właścicielami pensjonatu Goldberg gra przyjaznego i towarzyskiego człowieka. Ponadto obiecuje zorganizować Stanleyowi urodziny, choć ten ich wcale nie obchodzi. Podczas imprezy urodzinowej dochodzi do różnych, dziwnych zdarzeń, podczas których Stanley jest coraz bardziej osaczany przez swoich oponentów. Z czasem zamienia się w bezwolną marionetkę, posłuszną woli Goldberga.